# Бентън (окръг, Вашингтон)
Вижте пояснителната страница за други значения на Бентън.
Окръг Бентън (на английски: Benton County) е окръг в щата Вашингтон, Съединени американски щати. Площта му е 4558 km², а населението – 198 171 души (2017). Административен център е град Просър.

## Градове
- Бентън Сити